# John Walter Yanta
 John Walter Yanta (* 2. Oktober 1931 in Runge; † 6. August 2022 in San Antonio) war ein US-amerikanischer Geistlicher und römisch-katholischer Bischof von Amarillo.

## Leben
John Walter Yanta empfing am 17. März 1956 die Priesterweihe für das Erzbistum San Antonio.
Papst Johannes Paul II. ernannte ihn am 27. Oktober 1994 zum Weihbischof in San Antonio und Titularbischof von Naratcata. Der Erzbischof von San Antonio, Patrick Fernández Flores, spendete ihm am 30. Dezember desselben Jahres die Bischofsweihe; Mitkonsekratoren waren Alfons Nossol, Bischof von Opole, und Charles Victor Grahmann, Bischof von Dallas. 
Am 21. Januar 1997 wurde er zum Bischof von Amarillo ernannt und am 17. März desselben Jahres in das Amt eingeführt. Am 3. Januar 2008 nahm Papst Benedikt XVI. seinen altersbedingten Rücktritt an.